# ألبرتو برادا
ألبرتو برادا (بالإسبانية: Alberto Prada Vega) هو لاعب كرة قدم إسباني في مركز الدفاع، ولد في 19 يناير 1989 في بونفيرادا في إسبانيا. لعب مع ريال بلد الوليد ب وريال بلد الوليد وريال سرقسطة ونادي رييد ونادي سمورة ونادي قادش.

## وصلات خارجية
- ألبرتو برادا على موقع قاعدة بيانات كرة القدم.إي يو (الإنجليزية)
- ألبرتو برادا على موقع Soccerway.com (الإنجليزية)
- ألبرتو برادا على موقع عالم كرة القدم.نت (الإنجليزية)